# Kerkhof van Waten
Het Kerkhof van Waten is een gemeentelijke begraafplaats in de gemeente Waten in het Franse Noorderdepartement. Het kerkhof ligt rond de Sint-Gilleskerk in het stadscentrum.

## Brits oorlogsgraf
Op het kerkhof ligt een Brits oorlogsgraf uit de Eerste Wereldoorlog. Het graf is geïdentificeerd en wordt onderhouden door de Commonwealth War Graves Commission. In de CWGC-registers is het kerkhof opgenomen als Watten Churchyard.